# Bonanza (Colorado)
Bonanza és una població dels Estats Units a l'estat de Colorado. Segons el cens del 2000 tenia 14 habitants.

## Demografia
Segons el cens del 2000, Bonanza tenia 14 habitants, 7 habitatges, i 3 famílies. La densitat de població era de 12,3 habitants per km².
Per edats la població es repartia de la següent manera: un 7,1% tenia menys de 18 anys, un 28,6% entre 18 i 24, un 14,3% entre 25 i 44, un 50% de 45 a 60 i un 0% 65 anys o més.
L'edat mediana era de 44 anys. Per cada 100 dones de 18 o més anys hi havia 160 homes.
La renda mediana per habitatge era de 63.750 $ i la renda mediana per família de 27.000 $. Els homes tenien una renda mediana de 0 $ mentre que les dones 0 $. La renda per capita de la població era de 66.857 $. Cap de les famílies estaven per davall del llindar de pobresa.

## Poblacions més properes
El següent diagrama mostra les poblacions més properes.